# Хусаїново (Давлекановський район)
Хусаї́ново (рос. Хусаиново, башк. Хөсәйен) — село у складі Давлекановського району Башкортостану, Росія. Входить до складу Кадиргуловської сільської ради.
Населення — 304 особи (2010; 321 в 2002).
Національний склад:
- башкири — 98 %